# کارلو روسی (معمار)
 کارلو روسی (روسی: Карл Иванович Росси؛ ۱۷ دسامبر ۱۷۷۵ – ۱۸ آوریل ۱۸۴۹) یک معمار اهل روسیه بود.